# 144. strelska divizija (ZSSR)
144. strelska divizija (izvirno rusko 144. стрелковая дивизия; kratica 144. SD) je bila strelska divizija Rdeče armade v času druge svetovne vojne.

## Zgodovina
Divizija je bila ustanovljena jeseni 1939 v Ivanovu.